# 上原子次郎
上原子 次郎（かみはらこ じろう、1966年3月19日 - ）は、北海道出身の元スキージャンプ選手。
札幌第一高等学校-専修大学-国土計画
スキージャンプ・ワールドカップでの自己最高位は1991年札幌大会での16位。
1992年のアルベールビルオリンピックでノーマルヒル28位、ラージヒル25位、団体4位の成績を残した。
大学1年生で全日本学生選手権（インカレ）を制したが、その後はあまり成績を残せなかった。
クラシカル時代、スキーを平行に揃えることが出来ず、両足を開いてかつ段違いにしていた空中フォームが特徴だった。
V字スタイルへの転向にいち早く成功したことによりオリンピック代表に選ばれた。
1994年3月現役引退後はリゾート事業を手掛ける国土計画の社業に専念。2008年までは北海道ニセコ町のリゾート施設ニセコビレッジ総支配人を務める。現在は同じくリゾート事業の日本ハーモニー・リゾート株式会社にて総支配人を務めている。

## 日本国内での主な競技成績
- 1985.01.16(水)　第58回全日本学生スキー選手権大会　優勝
- 1990.03.03(土)　第32回HBC杯国際ジャンプ大会　優勝
- 1992.03.02(土)　第47回国民体育大会冬季大会成年A　優勝